# Winifred Atwell
Winifred Atwell (27. februar eller 27. april 1910 eller 1914 – 28 februar 1983) var en pianist som nød stor popularitet i Storbritannien og andre lande (inklusive Australien) i 1950'erne med en række boogie-woogie- og ragtime-hits.

## Biografi

### Barndom
Atwell blev født i Tunapuna i Trinidad og Tobago som Una Winifred Atwell. Hun og hendes forældre boede i Jubilee Street. Hendes familie ejede et apotek, og hun uddannede sig som apoteker og ventedes at indtræde i familieforetagendet, men hun havde spillet klaver fra ganske ung og opnået betydelig popularitet lokalt. Hun plejede at spille for amerikanske soldater ved flybasen (som nu er hovedlufthavnen). Mens hun spillede i Servicemens klub i Piarco, væddede nogen med hende om, at hun ikke kunne spille i den boogie-woogie-stil, som var populær i USA. Hun tog hjem og skrev Piarco Boogie, som senere blev omdøbt til Five Finger Boogie.

### Afrejse fra Trinidad
Hun forlod Trinidad i de tidlige 1940'erne og rejste til USA for at studere hos Alexander Borovsky, og i 1946 flyttede hun til London, hvor hun havde opnået at blive indskrevet ved Royal Academy of Music. Her blev hun som den første kvindelige pianist tilkendt akademiets højeste udmærkelse som musiker. For at tjene til sine studier spillede hun ragtime i forskellige klubber og teatre i London. Fra denne beskedne begyndelse i varieteer opnåede hun en dag at stå øverst på plakaten i London Palladium. Hun sagde senere: "Jeg sultede i et tagkammer for at komme op på koncertscenerne".

### Tilværelse i Storbritannien
Hun tiltrak sig opmærksomhed ved en uplanlagt optræden på Casino Theatre, hvor hun vikarierede for en syg stjerne. Der fik iværksætteren Bernard Delfont øje på hende evner, og han indgik en langtidskontrakt med hende. Hun udgav tre plader, som blev godt modtaget, den tredje, Jesabel, nåede toppen af bestsellerlisterne, men det var hendes fjerde plade, som indbragte hende enorm popularitet i England. Et utroligt komplekst arrangement kaldet Cross Hands Boogie blev udgivet for at vise hendes virtuose, rytmiske teknik, men det var "B"-siden, en melodi fra 1908 skrevet af George Botsford med titlen Black and White Rag, der blev et enormt hit i radioen. Atwell blev fremhævet af den populære DJ Jack Jackson, som præsenterede hende for Decca-reklamedirektør Hugh Mendl, der kom til at starte sin karriere som producer hos Decca ved at være producer på Atwells indspilninger. 
Black And White Rag' blev indledningen til en modedille omkring hendes honky-tonk-stil på klaveret. Melodien blev optaget på en ualmindelig måde, fordi klaverstemmerne havde "forstemt" et koncertflygel til anledningen (modsat en populær legende blev der ikke spillet på et honky-tonk-klaver overhovedet). Den frodige klokke-lignende lyd på pladen var Atwells billet til folkelig succes. I efterkrigstidens spartanske England gjorde hendes strålende spil og overstrømmende fremførelse hende til nationens foretrukne instrumentalist. 
En klassisk Decca-indspilning af Winifred Atwell er George Gershwins Rhapsody in Blue med Ted Heaths  band, som i det langsomme afsnit indeholder et arrangement i Glenn Millers stil.
Winifred Atwells mand, den forhenværende scenekomiker Lew Levisohn (23. april 1920 – 29. december 1977) var af afgørende betydning for udviklingen i hendes karriere som varietestjerne. De to havde mødt hinanden i 1946 og giftede sig snart derefter. De var uadskillelige indtil Levisohns død i Hongkong i december 1977. De havde ingen børn. Han havde på grundlag af sin sceneerfaring tilrettelagt, at hun ved koncerter først spillede klassisk musik på et koncertflygel og derefter fortsatte med at spille boogie-woogie- og ragtimemusik på et gammelt og brugt opretstående klaver. Sidstnævnte blev anskaffet fra en marskandiserbutik i Battersea for halvtreds shillings og blev berømt som Winifred Atwells "andet klaver". Det ville senere blive fremvist over hele verden, fra Las Vegas til Sydney Opera House og rejste mere end halv en million miles per fly under hele Winifred Atwells koncertkarriere. Mens Richard Stilgoe deltog i en posthum udsendelse i et BBC-radioprogram til minde om Atwell og hendes karriere, afslørede han, at han nu var ejer af det berømte "andet" klaver.
Da Winifred Atwell var ankommet til Storbritannien, tjente hun til at begynde med kun nogle få pund om ugen, men i midten af halvtredserne var dette beløb vokset til mere end 10.000 US-dollar, og hendes popularitet havde bredt sig internationalt. Hendes hænder blev forsikret hos Lloyds of London for en kvart million dollars (idet det i policen var krævet, at hun aldrig måtte vaske op). Hun underskrev en pladekontrakt med Decca Records og solgte snart 30.000 plader om ugen. Hun var langt den bedst sælgende pianist på den tid. Hun er den eneste indehaver af to guld- og to sølvplader for klaverspil i Storbritannien og var den første sorte kunstner i UK til at sælge en million plader. Millioner af kopier af hendes nodeark blev solgt, og hun fortsatte med at indspille sine bedst kendte successer som Let's Have a Party, Flirtation Waltz, Poor People of Paris (som nåede førstepladsen på hitlisterne i 1956), Britannia Rag og Jubilee Rag. Hendes "kendingsmelodi", Black and White Rag blev berømt igen i 1970'erne som temaet i det meget populære snooker-program fra BBC, Pot Black, som også fik stor popularitet i Australien, da det blev udsendt på ABC-nettet. Det var i denne periode, hun opdagede Matt Monro og overtalte Decca til at indgå kontrakt med ham.
Ved sceneoptræden gav hun indtryk af at være en blid, varm og værdig kvinde, som livede op ved klaveret. Hendes blændende smil og karisma kunne oplyse en koncertscene. Hun var den første af "personlighedspianisterne" fra efterkrigstiden, var klædt i iøjnefaldende tøj og spillede direkte til publikum med blikke, smil og invitationer til at synge med. Skønt hun ikke var jazzpianist i den strengeste betydning, eftersom hun ikke improviserede, bliver hun alligevel anset som en af verdens fineste folkelige pianister, med en teknik der fremhævede og fastholdt en bemærkelsesværdig bas med venstre hånd, mens højre frembragte en melodisk lyrik. Hendes klaverstil blev i høj grad imiteret af andre keyboardspillere som Russ Conway, Crazy Otto, Mrs Mills og Joe Hendersons. 
Winifred Atwells karriere toppede i anden halvdel af 1950'erne, hvor hendes koncerter var udsolgt til sidste ståplads i Europa og Australasien. Hun spillede tre Royal Variety Performances, gav koncert i hver eneste hovedstad i Europa og spillede for mere end tyve millioner mennesker. Ved et privat selskab for dronning Elisabeth 2. blev hun bedt om at give dacapo af dronningen selv, som bad om at høre Roll Out the Barrel. Atwell blev en fast tv-favorit, der havde sin egen serie i Storbritannien. Den første af disse havde den lidt tunge titel: "Bernard Delfont Presents The Winifred Atwell Show". Den omfattede ti episoder på det nye ITV-netværk fra 21. april til 23. juni 1956, og BBC førte serien videre det følgende år. På en tredje triumftur i Australien indspillede hun sin egen australske fjernsynsserie, der udsendtes i 1960-1961. Hendes strålende karriere indbragte hende en formue og ville også have bragt hende til USA, hvis der ikke var kommet raceproblemer i vejen. Hendes gennembrud der skulle have været på The Ed Sullivan Show i 1956, men ved ankomsten til Amerika blev hun konfronteret med, at der var problemer med at sælge et show i Sydstaterne med en britisk-talende sort kvinde. Showet blev aldrig optaget.
I 1955 ankom Winifred Atwell til Australien og blev modtaget som en international berømthed. Hendes turne brød alle rekorder og indbragte £600,000 i billetindtægter. Hun blev betalt med 5.000 US-dollar om ugen (svarende til omkring 50.000 US-dollar i dag), hvilket gjorde hende til den højst betalte stjerne fra et Commonwealth-land, som indtil da havde besøgt Australien. 
Hun turnerede i Australien mange gange og ansatte i 1960'erne den australske guitarist Jimmy Doyles som sin musikalske direktør. Hendes store popularitet i Australien førte hende til at bosætte sig i Sydney i 1970'erne. Hun blev hun australsk statsborger to år før sin død.

### Tilværelse i Australien
Atwell købte ejendomme ved kysten i Bilgola og Seaforth i Sydney, som hjemmebaser for sine verdensomspændende engagementer. Selv om hun nød offentlighedens interesse, var hun stærkt bevidst om fordomme og uret og udtalte sig bramfrit om racisme i Australien. Hun optrådte altid gratis ved velgørenhedskoncerter på søndage, hvor overskuddet gik til børnehjem for forældreløse og nødlidende børn. Hun udtalte sig imod de dårlige forhold i den tredje verden repræsenteret ved de australske aboriginer, hvilket skabte overskrifter under en turne til de mere afsides liggende dele af landet i 1962. Hun afviste racisme som en faktor i sit eget liv og udtalte, at hun følte sig "meget forkælet af publikum." Hun testamenterede sin formue til den australske organisation "Førerhunde for blinde" samt et lille beløb til sin guddatter, men Lew Levisohns fætter bestred senere Atwells sidste vilje og rapporteres at være tildelt 30.000 US-dollar fra hendes bo.
Atwell skabte også overskrifter i 1960'erne i anledning af en slankekur, hvor hun tabte sig fra ca. 101 til ca. 89 kg ved en kur, der i dag ville blive kaldt en proteindiæt. 
I 1978 dukkede hun op på australsk Tv's This Is Your Life og blev meget beundret af den yngre generation i Australien i 1970'erne. Ved slutningen af showet spillede hun nogle takter fra Black and White Rag på sit "andet" klaver, efter at det ellers havde være "pensioneret" i mange år.
Skønt hun var en dynamisk scenepersonlighed, var Atwell privat sky, tilbagetrukken og beskeden. Hun var veltalende og intellektuel, godt belæst og stærkt interesseret i og informeret om aktuelle emner og begivenheder. Udover at være en flittig læser og dyrker af at løse krydsordsopgaver havde hun en stor hang til mangoer, afsky for nye sko og en ivrig interesse for fjernsynstransmitteret cricket (hun var supporter af England). Hun var også troende katolik, som uden at gøre væsen af det spillede orgel i sin sognekirke.
Atwell vendte ofte tilbage til sin barndoms Trinidad, og ved en lejlighed købte hun et hus i Saint Augustine, et hjem hun elskede og senere omdøbte til Winvilla, og som en af hendes elever, Louise McIntosh, senere gjorde til Pan Pipers Music School. I 1968 havde hun sammen med Pan Am Jet North Stars Steel Orchestra (direktør/arrangør Anthony Williams) indspillet Ivory and Steel, et album med velkendt og klassisk musik, og støttet musikalske legater i Vestindien. Hun blev tilkendt en Gold Hummingbird, der er den caribiske musikverdens højeste æresbevisning. I de tidlige 1980'ere fik Atwells tab af mening med livet efter hendes mands død hende til at overveje en tilbagevenden til Trinidad, men hun opgav det, da hun fandt klimaet for varmt. 
Atwell fik et lettere slagtilfælde i 1980. I 1981 meddelte hun officielt under The Mike Walsh Show, der dengang var Australiens højest ratede tv-underholdningsprogram, at hun trak sig tilbage. Hun udtalte kategorisk i Mike Walsh-showet, at hun ikke ville vende tilbage med offentlig optræden, men at hun havde haft en fantastisk karriere. Hendes sidste fremførelse på tv var Choo Choo Samba efterfulgt af et blandingsnummer med dele af Black and White Rag og Twelfth Street Rag, hvorefter hun blev hyldet med stående ovationer og overrakt en buket blomster. Hendes eneste offentlig optræden efter dette tidspunkt var som organist i hendes sognekirke ved Narrabeen. 
I 1983 forårsagede en kortslutning en brand, som ødelagde hendes hjem i Narrabeen, og kort tid efter fik hun et hjerteanfald og døde, mens hun boede hos venner i Seaforth. Hun blev begravet ved siden af sin mand Lew Levisohn på South Gundurimba Private Cemetery i den nordlige del af New South Wales, lige uden for Lismore.

## Diskografi i uddrag
Singler 7" (UK-Hitliste)
- Britannia Rag
- Coronation Rag
- Flirtation Waltz
- Let's Have A Party
- Rachmaninovs 18. variation over et tema af Paganini
- Let's Have Another Party
- Let's Have A-Ding Dong
- The Poor People Of Paris
- Port-Au-Prince
- Left Bank (C'Est A Hamborg)
- Make It A Party
- Let's Rock 'N' Roll
- Let's Have A Ball
- The Summer Of The Seventeenth Doll
- Piano Party
- Grieg's klaverkoncert